# Мбабане
Мбаба́не — одна з двох столиць Королівства Есватіні, на рівні з містом Лобамба. У місті розташовані органи виконавчої влади. Адміністративний центр округу Гого. Адміністративно місто розділене на 2 райони: Східний та Західний.

## Назва
Свою назву місто отримало від імені вождя Мбабане Кунене, який жив у цьому районі, коли прибули британські поселенці.

## Географія
Мбабане розташоване у північно-західній частині Королівства Есватіні, на річці Мбабане та її притоці Полін'яне поблизу гір Мдзімба.
Середня висота міста 1243 метри на рівнем моря.

## Клімат
| Клімат Мбабане                             | Клімат Мбабане | Клімат Мбабане | Клімат Мбабане | Клімат Мбабане | Клімат Мбабане | Клімат Мбабане | Клімат Мбабане | Клімат Мбабане | Клімат Мбабане | Клімат Мбабане | Клімат Мбабане | Клімат Мбабане | Клімат Мбабане |
| Показник                                   | Січ.           | Лют.           | Бер.           | Квіт.          | Трав.          | Черв.          | Лип.           | Серп.          | Вер.           | Жовт.          | Лист.          | Груд.          | Рік            |
| Середній максимум, °C                      | 24,9           | 24,5           | 24,1           | 22,6           | 21,4           | 19,3           | 19,8           | 21,3           | 23,2           | 22,8           | 22,5           | 23,7           | 22,5           |
| Середній мінімум, °C                       | 14,9           | 14,5           | 13,4           | 11,0           | 7,9            | 4,7            | 4,6            | 6,6            | 9,5            | 11,3           | 12,9           | 14,2           | 10,5           |
| Норма опадів, мм                           | 253.2          | 224.6          | 151.6          | 87.9           | 33.8           | 19.4           | 20.1           | 35.1           | 69.4           | 141.9          | 197.8          | 206.9          | 1441.7         |
| Днів з опадами                             | 16,9           | 14,3           | 13,8           | 9,8            | 5,1            | 2,8            | 3,1            | 6,5            | 9,2            | 14,9           | 17,0           | 16,5           | 129,9          |
| ------------------------------------------ | -------------- | -------------- | -------------- | -------------- | -------------- | -------------- | -------------- | -------------- | -------------- | -------------- | -------------- | -------------- | -------------- |
| Джерело: World Meteorological Organization |                |                |                |                |                |                |                |                |                |                |                |                |                |

## Історія
Засноване в кінці XVII — на початку XVIII століть, як поселення народу свазі.
Статус міста було надано в 1902 році, як адміністративному центру британського протекторату Свазіленд.
Активний ріст міста почався після того, як столицю країни було перенесено з Манзіні до Мбабане в результаті англо-бурської війни.
Мбабане отримало назву на честь місцевого вождя Мбабане Кунене, який керував землями навколо Мбабане до британської колонізації.
В історії міста виділяють 3 основні етапи:
- 7 серпня 1903 — 25 квітня 1967 — адміністративний центр британського протекторату Свазіленд;
- 25 квітня 1967 — 6 вересня 1968 — Мбабане — столиця держави Свазіленд із внутрішньою автономією під верховним керівництвом Великої Британії;
- Із 6 вересня 1968 — Мбабане — адміністративна столиця Королівства Свазіленд;

У місті розташована Свазілендська фондова біржа.

## Населення
Чисельність населення міста, станом на 2017 рік, налічує 60 691 особа.

## Транспорт
Через місто проходить головний автошлях країни MR3, який пов'язаний із залізницею, яка веде до порту Мапуту (Мозамбік).

## Економіка
У місті є підприємства харчової, швейної, металообробної промисловості. Обробка сільськогосподарської сировини. Поблизу Мбабане — розробка азбесту.

## Міста-побратими
- Форт-Верт, Техас, США[5]
- Тайбей, Республіка Китай[6]
- Мерсінг[en], Джогор, Малайзія
- Мелілья, Іспанія
- Мапуту, Мозамбік[7]

## Мбабане. Панорама

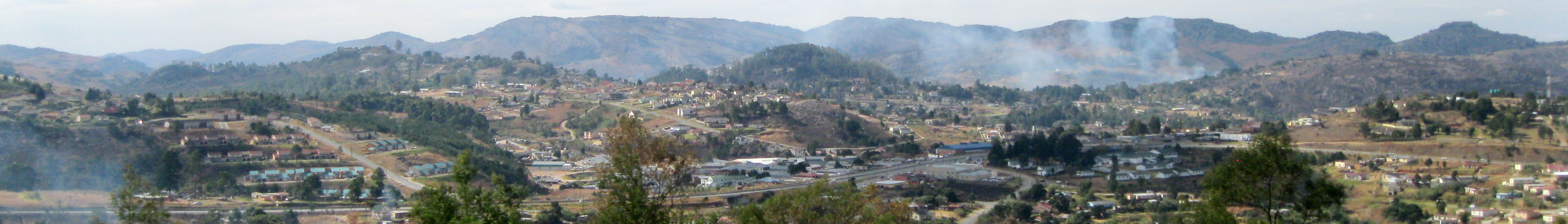